# Kap Russell
Das Kap Russell ist eine felsige Landspitze in der Terra Nova Bay an der Scott-Küste des ostantarktischen Viktorialands. Sie ist das südliche Ende der Föhnhalbinsel, die ihrerseits den südlichen Ausläufer der Northern Foothills bildet. 
Das Advisory Committee on Antarctic Names benannte das Kap 1968 nach Lieutenant Commander R. E. Russell von der United States Navy, verantwortlich für die Hubschrauberstaffel an Bord des Eisbrechers Glacier im Rahmen der Operation Deep Freeze in den Jahren 1958 bis 1959.